# Cantone di Carvin
Il Cantone di Carvin è una divisione amministrativa dell'arrondissement di Lens.
A seguito della riforma approvata con decreto del 24 febbraio 2014, che ha avuto attuazione dopo le elezioni dipartimentali del 2015, è passato da 2 a 3 comuni.

## Composizione
I 2 comuni facenti parte prima della riforma del 2014 erano:
- Carvin
- Libercourt

Dal 2015 i comuni appartenenti al cantone sono i seguenti 3:
- Carvin
- Courrières
- Libercourt